# アカメモズモドキ

アカメモズモドキ
Vireo olivaceus
は，鳥類の一種。